# Der kleine Nick

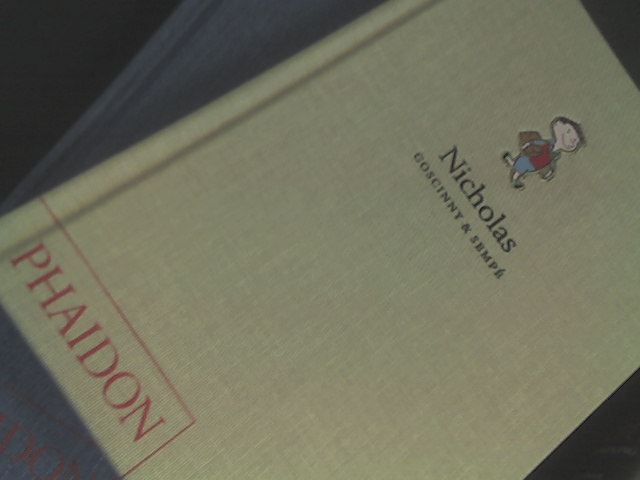
Cover einer englischen Ausgabe

Der kleine Nick (Titel im französischen Original: Le petit Nicolas) ist eine Kinderbuchserie, geschrieben von René Goscinny und illustriert von Jean-Jacques Sempé, die zwischen 1959 und 1964 veröffentlicht wurde. Erzählt werden die alltäglichen Erlebnisse eines kleinen Jungen namens Nick. Die Geschichten gelten als frühes Beispiel für moderne Kinderliteratur, in der die kindliche und nicht die erwachsene Weltanschauung im Mittelpunkt steht.

## Geschichte

### Publikationen
Rund 160 Kleine-Nick-Geschichten wurden zwischen 1959 und 1964 zuerst in der französischen Regionalzeitung Sud-Ouest Dimanche abgedruckt. Viele dieser Geschichten wurden später in 5 Büchern veröffentlicht. Die Bücher wurden in mehr als 30 Sprachen übersetzt und verkauften sich über 8 Millionen Mal.
Bei einem Umzug entdeckte Goscinnys Tochter Anne Goscinny bisher noch nicht in Buchform veröffentlichte Geschichten des kleinen Nick wieder, von denen 80 im Jahre 2005 in dem Buch Neues vom kleinen Nick und weitere 45 im Jahre 2006 in dem Buch Der kleine Nick ist wieder da publiziert wurden. 2008 und 2009 erschienen vier schmalere Auswahlbände aus diesen beiden Büchern mit jeweils rund 20 Geschichten. Weitere zehn, bis auf eine bis dahin unveröffentlichte Geschichten erschienen 2009 in dem Buch Der kleine Nick und sein Luftballon. Hierfür zeichnete Sempé eigens farbige Illustrationen.

### Deutsche Fassung
Die deutschen Fassungen der Bücher wurden von Hans Georg Lenzen übersetzt.
Auch die Namen wurden zum einfacheren Verständnis und zur einfacheren Aussprache mit deutschen Namen übersetzt. So heißt zum Beispiel Georg im französischen Original Geoffroy, Chlodwig heißt Clotaire und Otto Alceste. Zudem verlegt Lenzen Nicks Heimatort nach Deutschland und ersetzt alle vorkommenden französischen Orts- und Regionennamen durch deutsche; in den neueren Übersetzungen wird außerdem die Deutsche Mark (im Original: Franc) vom Euro abgelöst.
Da der kleine Nick in den Geschichten als Ich-Erzähler auftritt, musste auch der Sprachstil an den eines kleinen Jungen angepasst werden. Hans Georg Lenzen schreibt im Vorwort des Buches Neues vom kleinen Nick: „Satzbau und Zeichensetzung dieses Buches sind dem kleinen Nick angepasst, nicht dem ‚Kleinen Duden‘.“

### Hörbücher
2005 erschien das erste Hörbuch Der kleine Nick erlebt eine Überraschung, in dem einige Geschichten von Rufus Beck gelesen wurden. 2006 folgten noch vier weitere Hörbücher mit den Titeln Der kleine Nick ist der Beste, Der kleine Nick spielt Fußball, Der kleine Nick räumt auf und Der kleine Nick ist wieder da!.

### Comics
Von 1955 bis 1956 – noch vor Beginn der eigentlichen Reihe – erschienen 28 ganzseitige großformatige Comic-Episoden um den kleinen Nick von Goscinny und Sempé im belgischen Magazin Le Moustique. Eine Buchausgabe der Geschichten erschien im Oktober 2017 (Le Petit Nicolas. La bande dessinée originale, IMAV édtions, ISBN 978-2-36590-136-9).

## Inhalt
Hauptfigur und Erzähler der humorvollen Kurzgeschichten ist Nick (Nicolas), ein kleiner, aufgeweckter Junge. Er schildert seine Erlebnisse in der Schule, zu Hause, beim Spielen mit seinen Freunden oder im Urlaub. Eines seiner Lieblingswörter ist „prima“, was dem französischen „chouette“ entspricht und zu früheren Zeiten Bestandteil der französischen Jugendsprache war, die von Eltern in der Erziehung nicht gerne gehört wurde (siehe auch die Anmerkungen von Nicks Mutter in den Büchern, nicht immer wieder „prima“ zu sagen). Er ist kein besonders guter Schüler und versteht sich mit den meisten seiner Klassenkameraden sehr gut, auch wenn es immer wieder zu Streitereien kommt, die häufig in Prügeleien enden.
Der Humor der teils subversiven Geschichten resultiert nicht zuletzt aus der kindlichen Perspektive, welche häufig eine Fehlinterpretation erwachsenen Verhaltens beinhaltet. Dabei sind die Erwachsenen genauso Zielscheibe der Satire wie die Kinder, wobei die geradlinige und unkomplizierte Weltanschauung des kindlichen Erzählers die Schwachstellen der erwachsenen Wahrnehmung entlarvt.

## Geschichten
Ein Überblick aller Geschichten des kleinen Nick findet sich in der Liste der Geschichten aus der Kinderbuchserie Der kleine Nick.

## Figuren

### Nicks Freunde
- Otto (Alceste) ist Nicks bester Freund. Er ist dick und isst ständig.
- Georg (Geoffroy) hat einen reichen Vater, der ihm alles kauft, was er haben will. Er verkleidet sich sehr gerne und will immer der Chef sein.
- Franz (Eudes) ist der Stärkste der Klasse und gibt seinen Kameraden gern eins auf die Nase.
- Adalbert (Agnan) ist der Klassenbeste und der Liebling der Lehrerin. Bei den anderen ist er nicht sonderlich beliebt, aber da er eine Brille trägt, dürfen seine Kameraden ihn normalerweise nicht schlagen.
- Roland (Rufus) hat einen Vater, der Polizist ist, und besitzt darum eine Trillerpfeife.
- Chlodwig (Clotaire) ist der Schlechteste der Klasse und geht aus Gewohnheit immer gleich in die Ecke, wenn er abgefragt wird.
- Joachim (Joachim) bekommt eines Tages einen kleinen Bruder.
- Max (Maixent) hat lange Beine und dicke, schmutzige Knie.
- Marie-Hedwig (Marie-Edwige) ist die hübsche Tochter von Nicks Nachbarn, den Kortschilds (Courteplaque), und seine Freundin.
- Luischen (Louisette) spielt besser Fußball als manche der Jungen. Wenn Nick groß ist, möchte er sie heiraten.

### Erwachsene
- Nicks Eltern: Die Namen der Eltern werden nie genannt. Der Vater arbeitet in einem Büro und kommt oft sehr gestresst nach Hause. Die Mutter ist Hausfrau. Bei Streitereien droht sie ihrem Mann immer wieder, sie werde „zu ihrer Mutter zurückkehren“.
- Die Lehrerin: Auch die Lehrerin wird nicht namentlich benannt. Sie ist bei ihrer Klasse sehr beliebt, wird aber durch die Streiche ihrer Schüler oft sehr gefordert.
- Herr Hühnerfeld (Monsieur Dubon) ist Hilfslehrer an der Schule und sehr streng. Er wird von den Schülern „Hühnerbrüh“ (Le Bouillon) genannt, weil er zu ihnen immer sagt: „Seht mir in die Augen“ denn „in der Hühnerbrühe sind doch Augen.“
- Herr Bleder (Monsieur Blédurt) wohnt nebenan. Er und Nicks Vater liefern sich immer wieder kindische Wettstreite oder ärgern einander, was manchmal in einer Prügelei endet.
- Nicks Oma tritt in den Geschichten nur selten persönlich in Erscheinung, schickt ihrem Enkel aber gelegentlich Geschenke, die für Aufregung in der Schule und für Meinungsverschiedenheiten zwischen den Eltern sorgen. Mit Nicks Vater versteht sie sich nicht besonders gut.

## Bücher
Deutsche Fassungen:
- Der kleine Nick (1974)
- Der kleine Nick und seine Bande (1974)
- Der kleine Nick und die Schule (1975)
- Der kleine Nick und die Ferien (1976)
- Der kleine Nick und die Mädchen (1976)
- Neues vom kleinen Nick (2005)
- Der kleine Nick ist wieder da (2006)  978-3-257-24172-3
- Der kleine Nick und sein Luftballon, zehn prima Geschichten vom kleinen Nick und seinen Freunden. (Originaltitel: Le petit Nicolas - le ballon et autres histoires inédites, übersetzt von Hans Georg Lenzen), Diogenes, Zürich 2009, ISBN 978-3-257-01139-5; als Taschenbuch 2012, ISBN 978-3-257-24172-3, als Hörbuch: ungekürzte Lesung von Rufus Beck, 1 CD, Diogenes, Zürich 2009, ISBN 978-3-257-80262-7.

Zusammenstellungen aus den Büchern von 2005 und 2006:
- Der kleine Nick auf dem Pausenhof (2008)
- Der kleine Nick und die Nachbarn (2008)
- Der kleine Nick erlebt eine Überraschung (2008)
- Der kleine Nick und seine Streiche (2008)
- Der kleine Nick auf Reisen (2008)
- Der kleine Nick spielt Fußball, vier prima Geschichten vom kleinen Nick und seinen Freunden (Übersetzt von Hans Georg Lenzen), Diogenes, Zürich 2008, ISBN 978-3-257-23728-3; als Hörbuch: Lesung von Rufus Beck, 1 CD, Diogenes, Zürich 2006, ISBN 978-3-257-80033-3.

## Adaptionen

### Film
Am 30. September 2009 erschien der Film Le Petit Nicolas unter Regie von Laurent Tirard in den französischen Kinos. In Deutschland startete Der kleine Nick am 26. August 2010 in den Kinos, die zugehörige DVD erschien am 25. März 2011.
Als Fortsetzungen erschienen 2014 Der kleine Nick macht Ferien und 2021 Der kleine Nick auf Schatzsuche.
Im Jahr 2022 erschien der Film Der Kleine Nick erzählt vom Glück, in dem als Retrospektive die Entstehung der Figur und seiner Geschichten durch Jean-Jacques Sempé und René Goscinny durch die Animation der bekannten Zeichnungen dargestellt wird. Anne Goscinny, Rene Goscinnys Tochter, schrieb Drehbuch und Filmsong.

### Zeichentrickserie
Ab 2009 wurde die CGI-Animationsserie Der kleine Nick produziert. In Deutschland wurde die Serie erstmals ab dem 6. Mai 2010 im KI.KA ausgestrahlt.